# Пиво в Польше
По состоянию на конец 2013 года в Польше насчитывалось 97 пивоваренных заводов, в том числе пивоварен. После Второй мировой войны большинство пивоваренных заводов в условиях коммунистического режима были национализированы. В начале 1990-х, после краха коммунистической идеологии, когда Польша перешла к рыночной экономике, сюда пришли крупные международные пивные компании. Так, в настоящее время 85% польского рынка пива контролируют только три компании. Наиболее известные польские пивные бренды: Живец, Окочим, Варка, Лэх и Тыске.
Пиво от небольших региональных предприятий, объединенных в Ассоциацию польских региональных пивоварен (пол. Stowarzyszenie Regionalnych Browarów Polskich), приобретает все большую популярность.

## История
Традиция польского пивоварения — одна из старейших в мире. Она восходит своими корнями в далекие доисторические времена Леха — легендарного предка всех поляков. Старейшее письменное упоминание о польском пивоварении можно найти в хронике Титмара Мерзебургского, который описывал, что «первый король польский Болеслав Храбрый из-за своего пристрастия к хмельного пива был прозван Пиволюб». Этот факт свидетельствует о том, что пиво было известно в Польше уже в конце X века. Примерно в то же время была открыта первая королевская пивоварня.
Пивоварение стало весьма важной частью экономики Польши. Уникальная рецептура этого напитка держалась в строжайшей тайне, разглашение которой грозило даже смертельной казнью. Власти Польши следили за работой пивоваров и осуществляли постоянный контроль качества пива.

## Рынок пива
В 2013 году в Польше было продано 3,82 млрд. литров пива. Общий объем реализации этого напитка на внутреннем рынке составил почти 4,5 млрд. €. Хотя бы раз в течение года пиво пьет 88% взрослого населения Польши.
По количеству потребляемого пива на 1 жителя страны Польша занимает четвертое место в Европейском Союзе, уступая лишь Чехии, Австрии и Германии (по состоянию на 2012 год).
За 2012 год в Польше:
- произведено 39 605 000 гектолитров пива;
- работало 87 пивных компаний;
- работало 50 микропивоварен;
- в производстве пива было задействовано 146,3 тыс. человек.

## Галерея

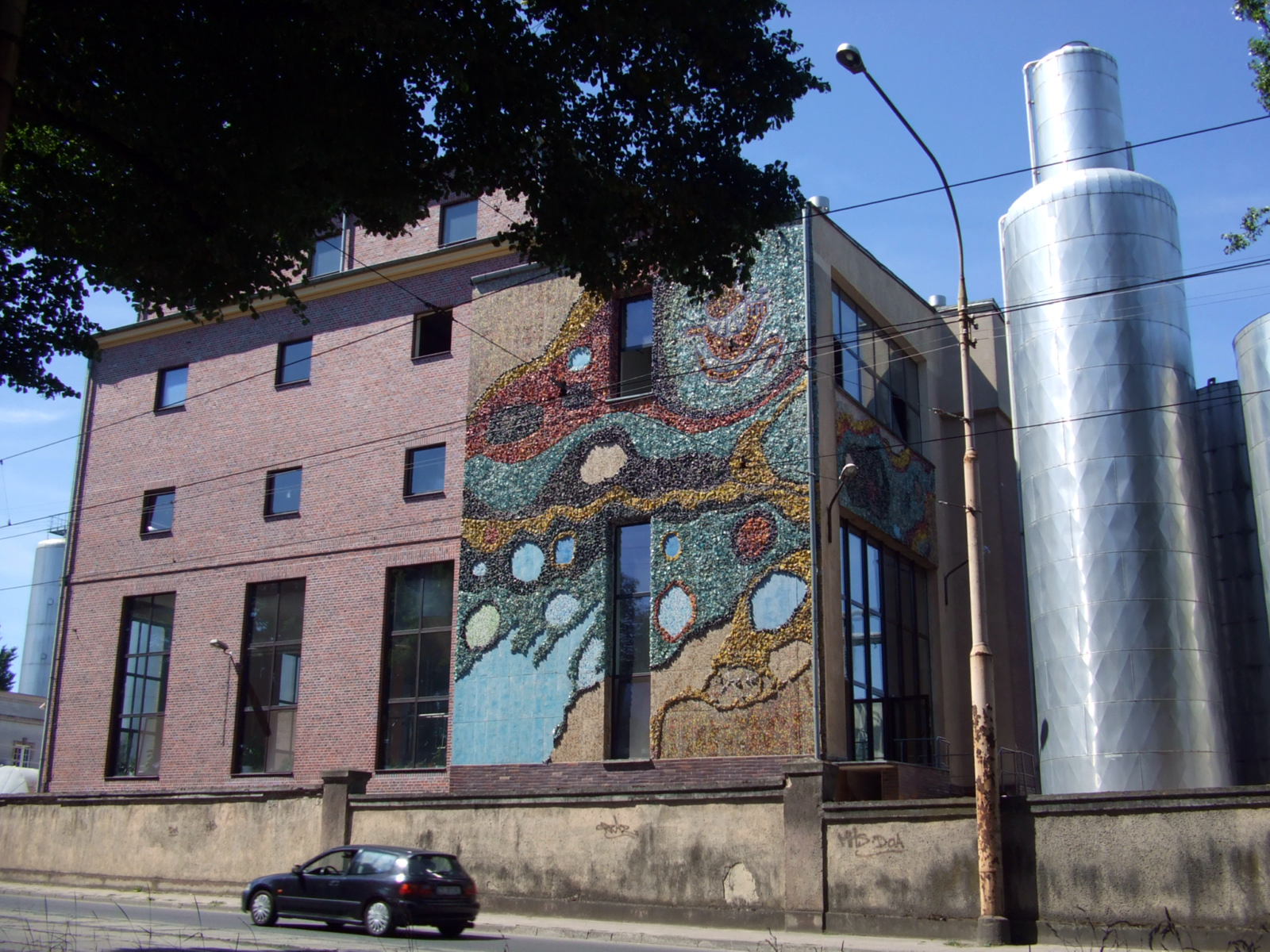
Пивоваренный завод Bosman
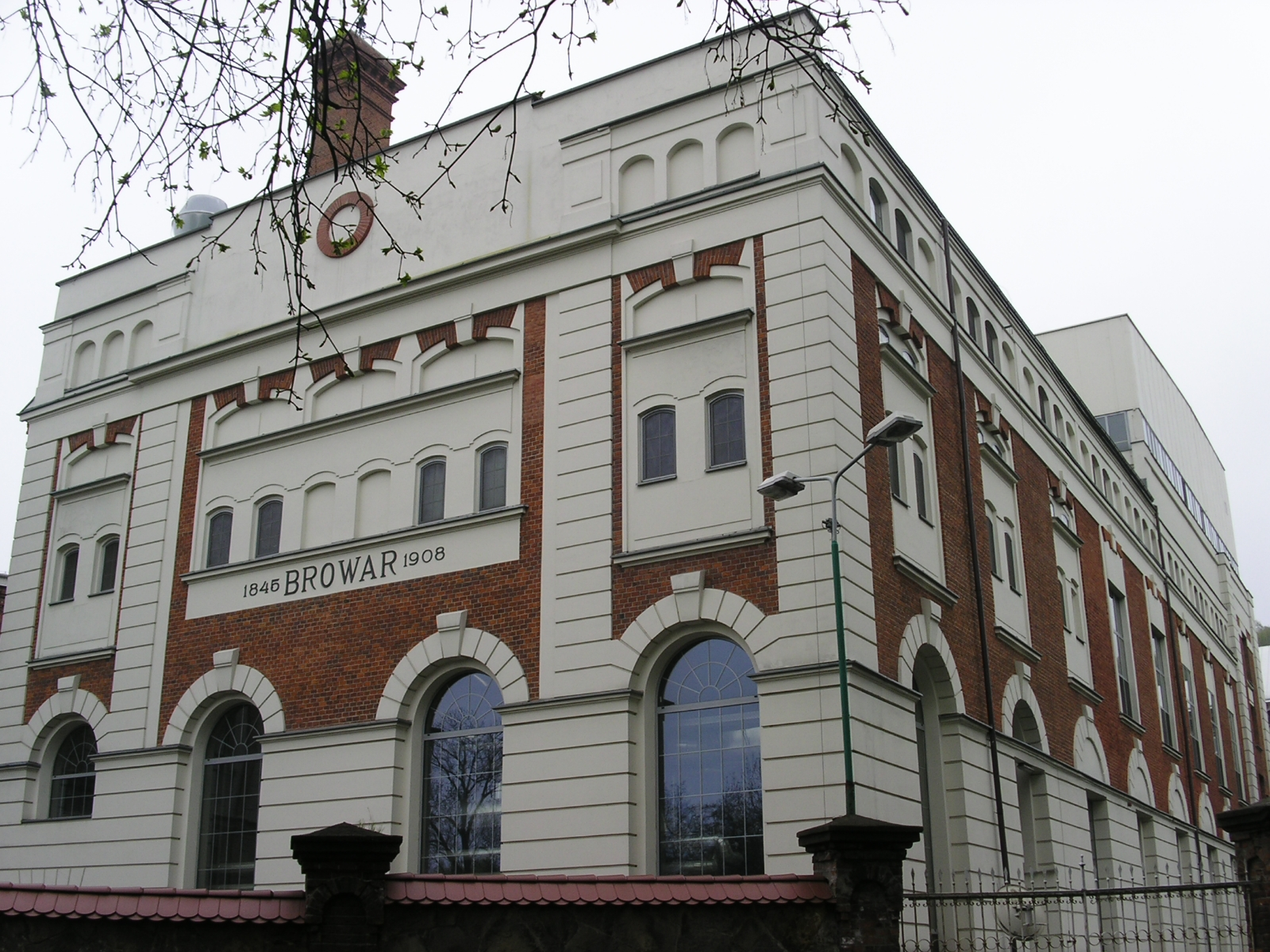
Пивоваренный завод Okocim
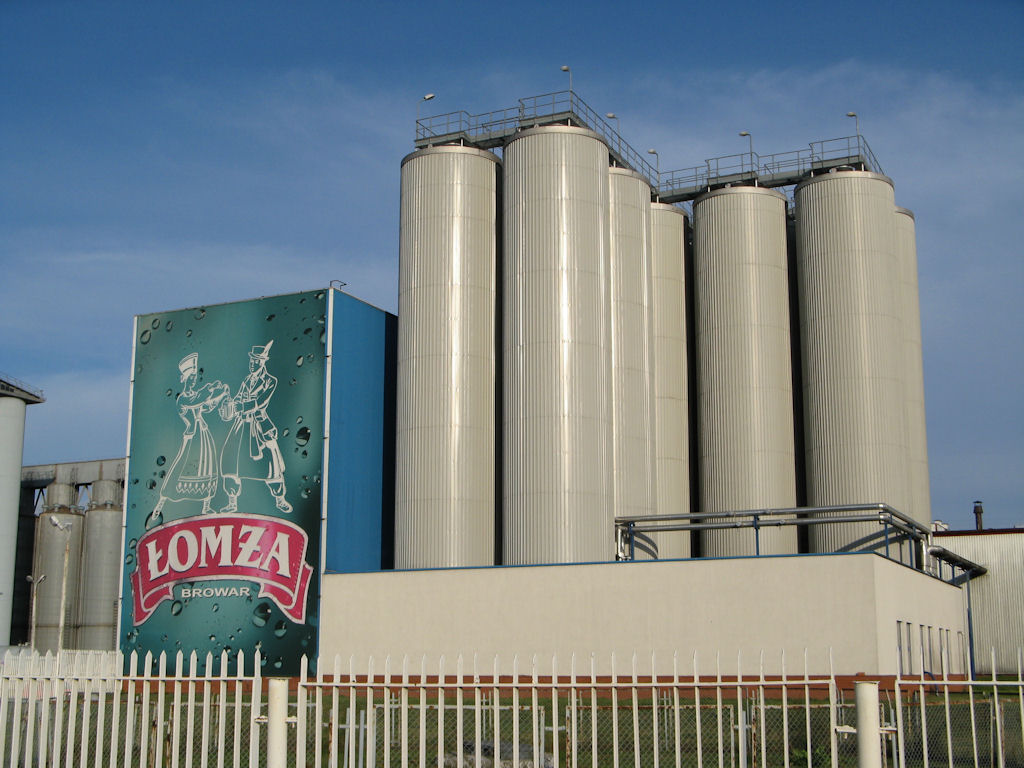
Пивоваренный завод Łomża
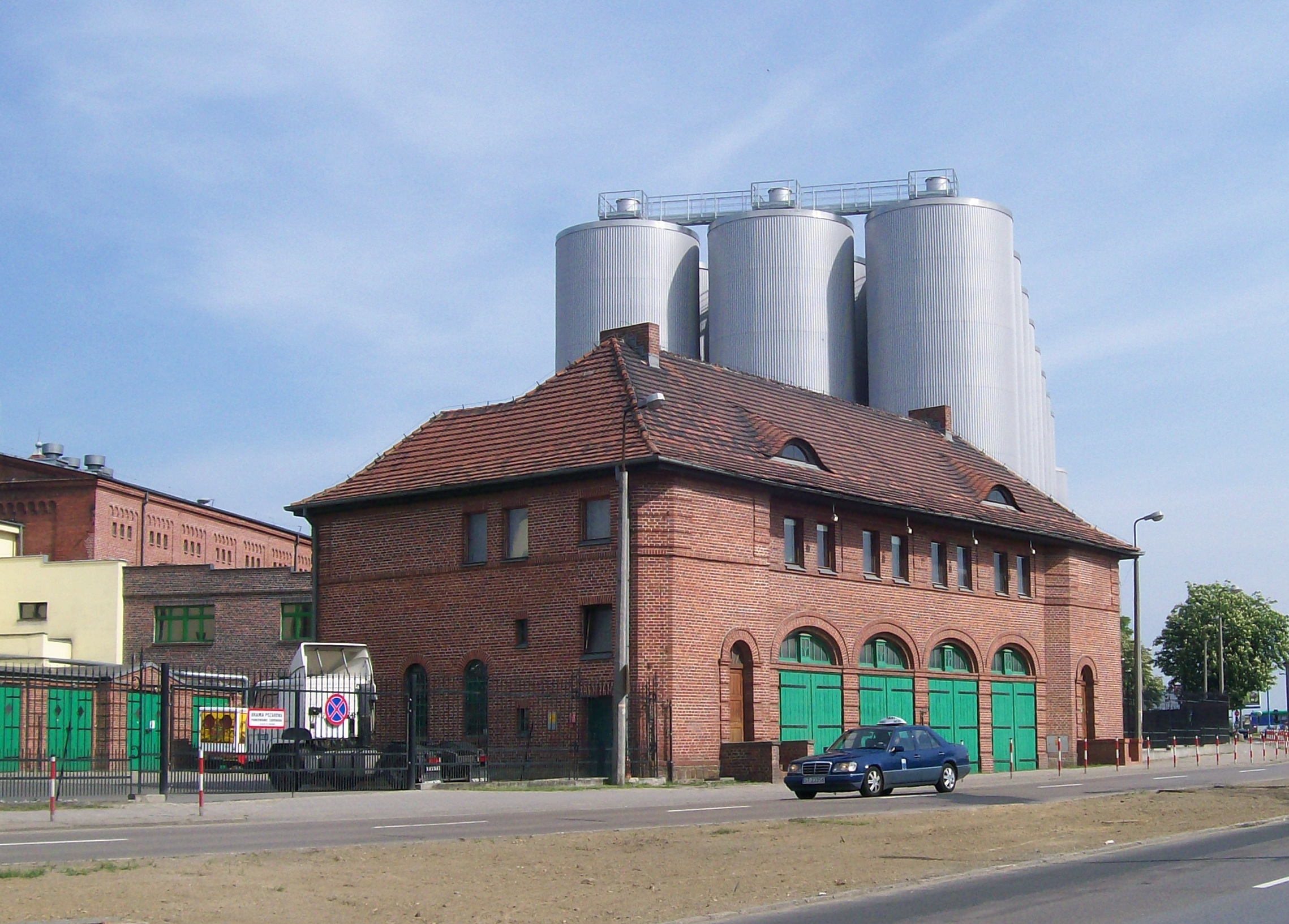
Княжеский пивоваренный завод
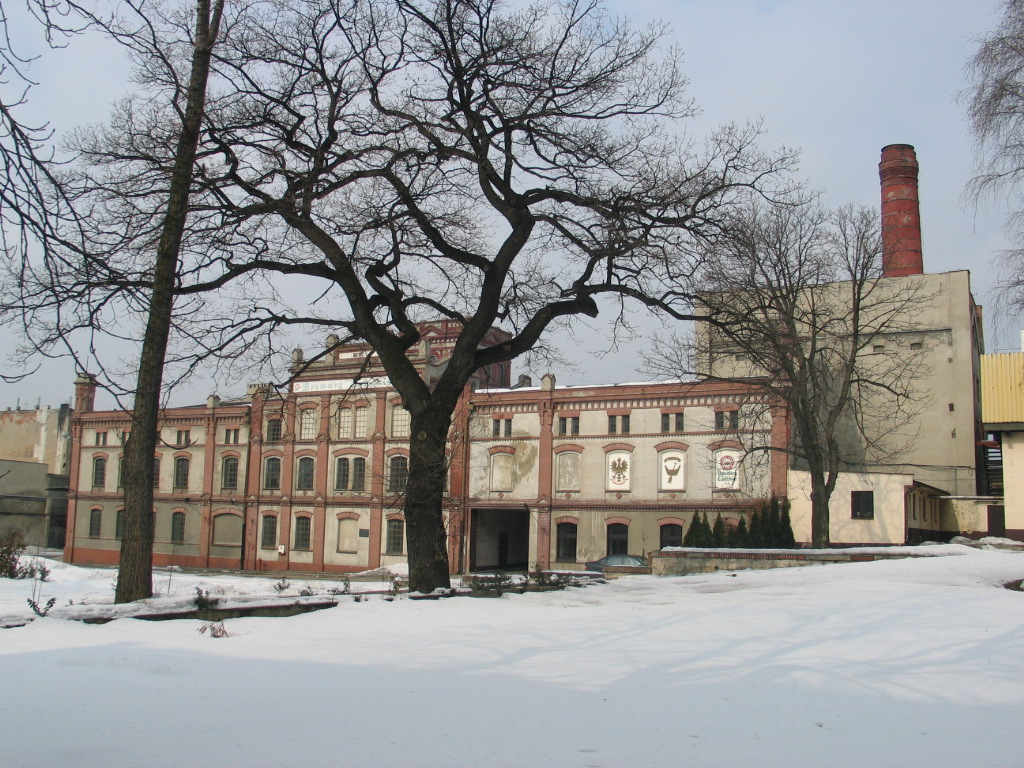
Пивоваренный завод №1 в городе Лодзь
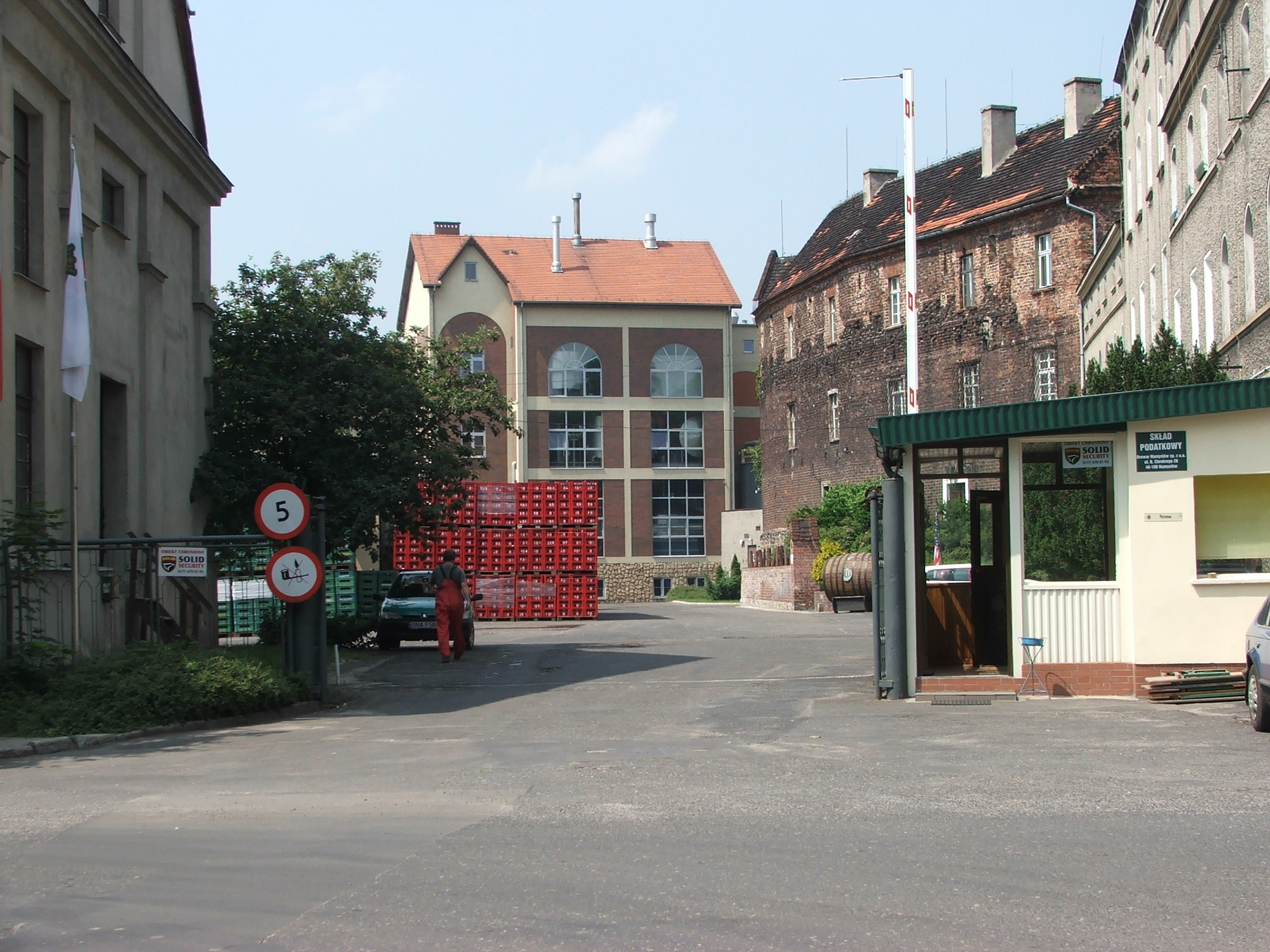
Пивоваренный завод Namysłów
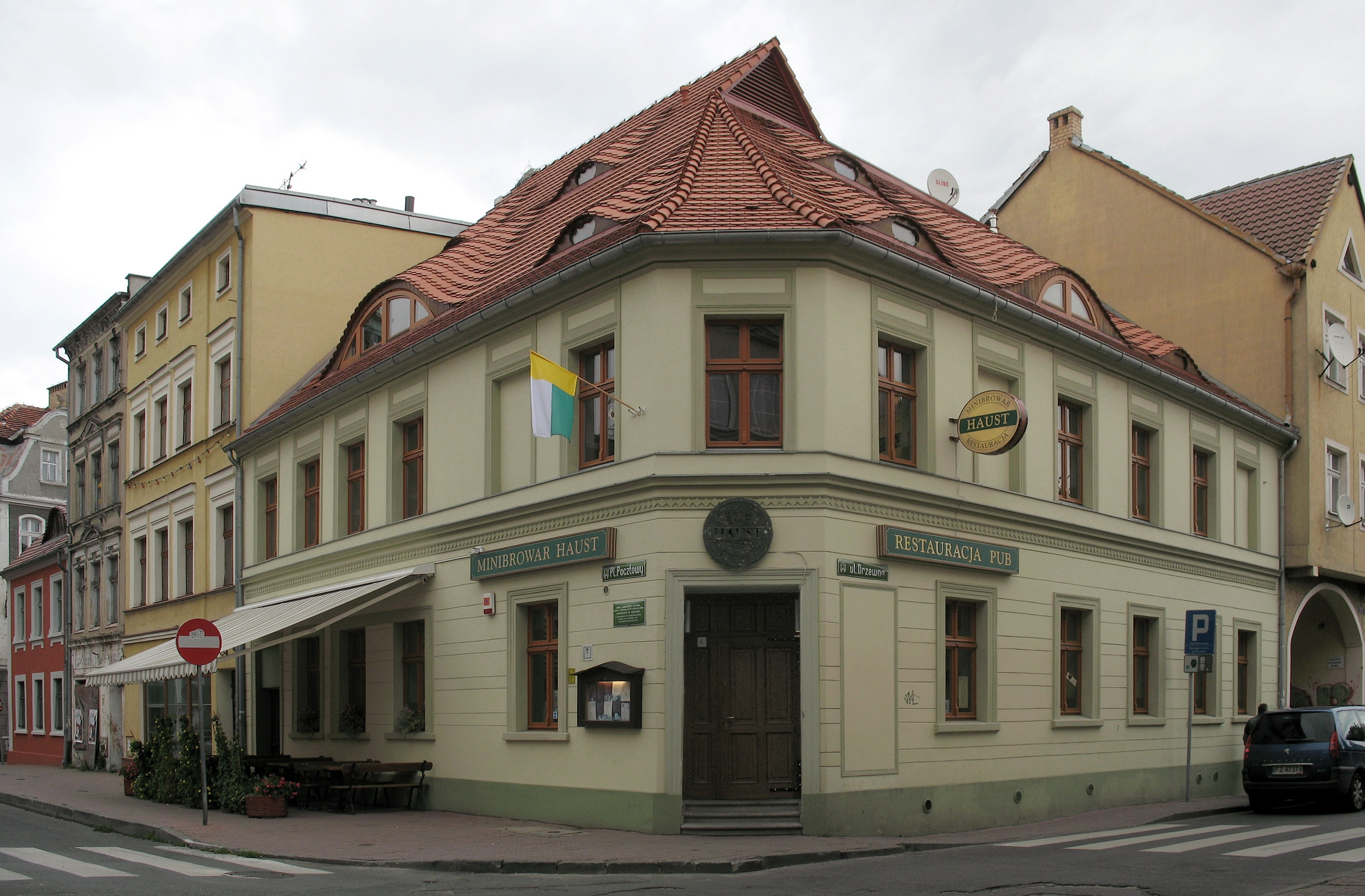
Пивоваренный завод Haust
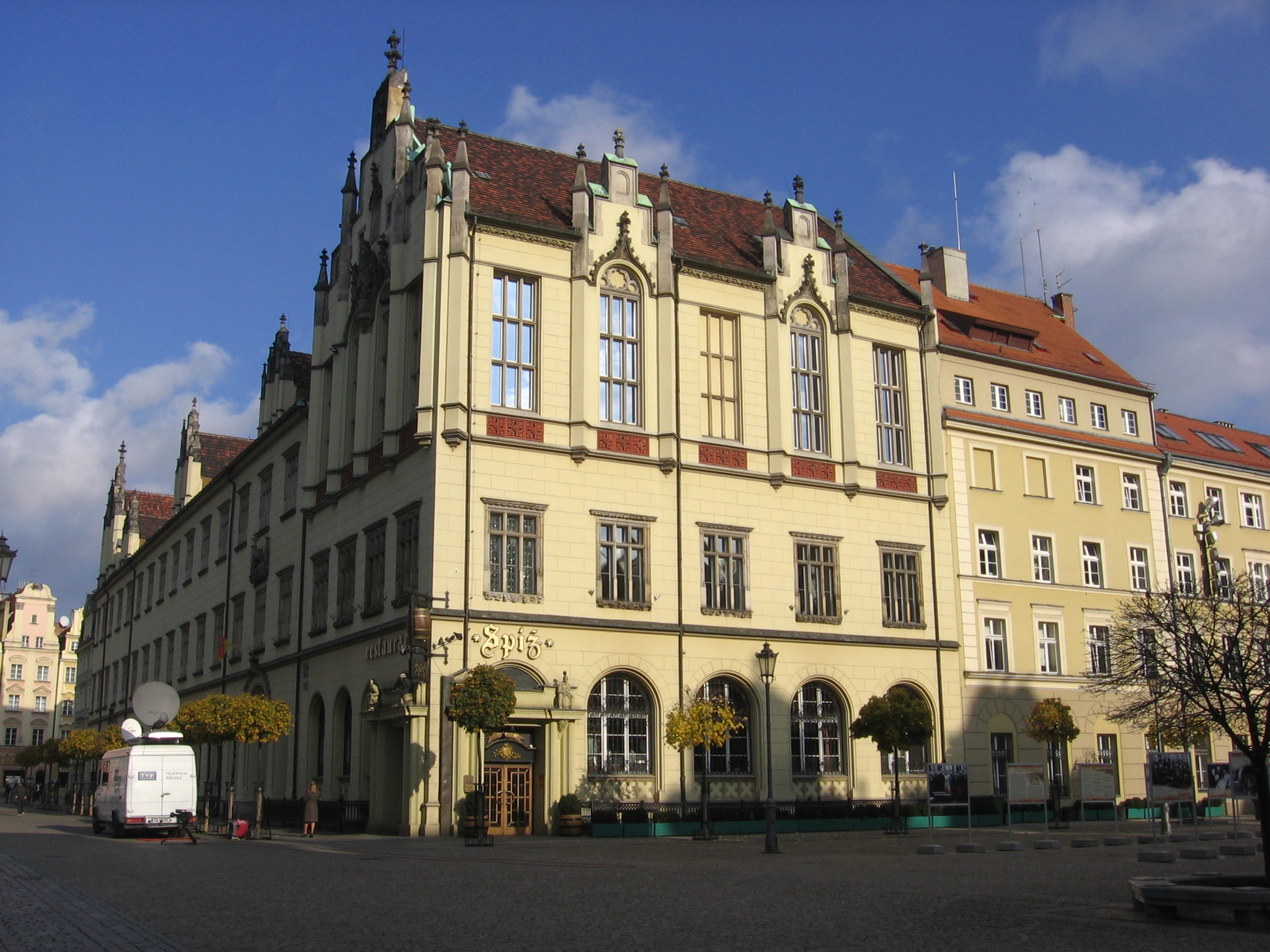
Пивоваренный завод Spiż we Wrocławiu
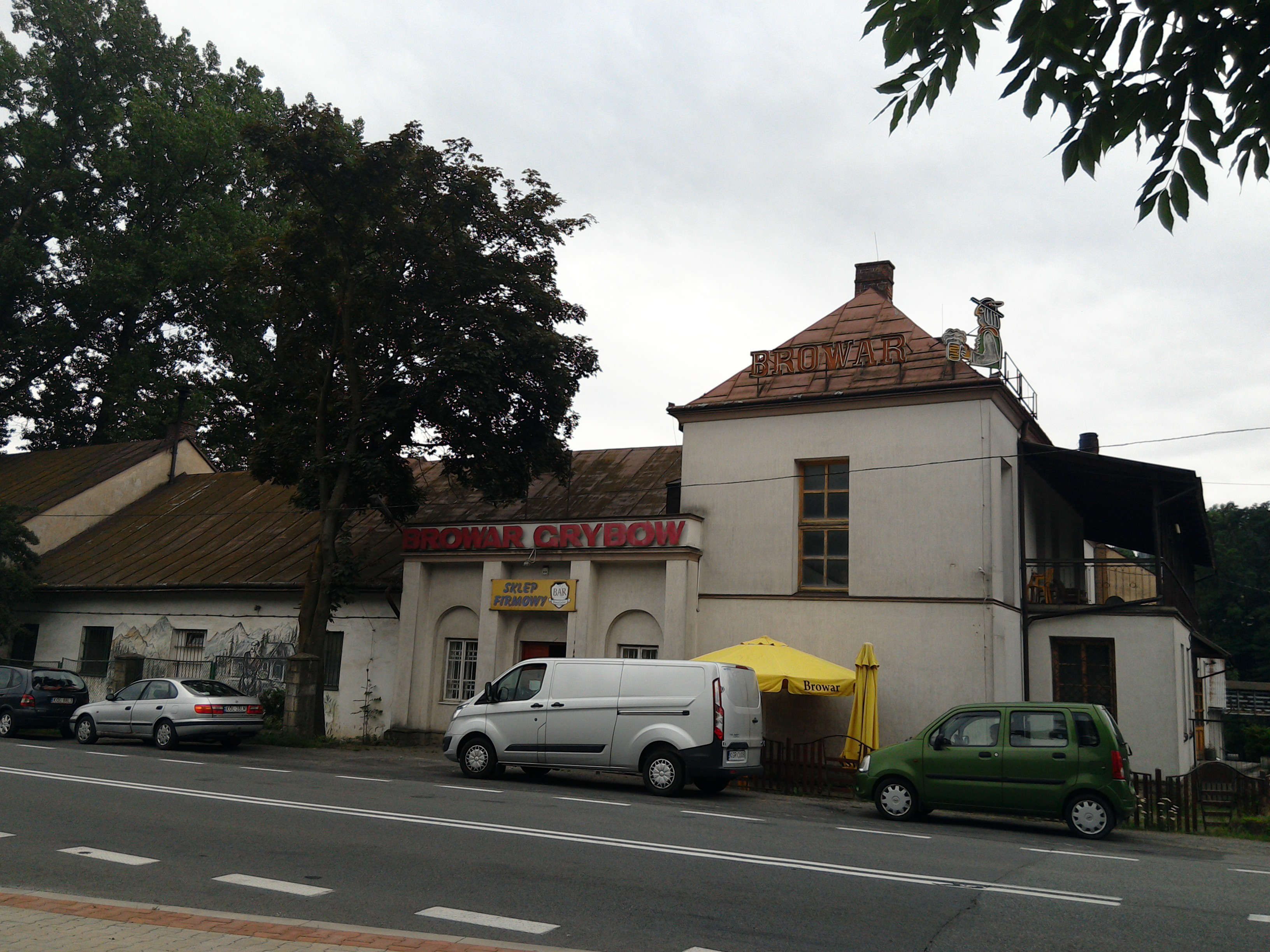
Пивоваренный завод Grybów